# ليلى (مجلة)
ليلى هي أول مجلة نسائية تنشر في العراق في عام 1923، وكانت تتناول مسائل جديدة آنذاك ومفيدة ذات صلة بالعلوم، والفن، والأدب، وعلم الاجتماع، وخاصة بتربية الأطفال وتعليم الفتيات، وصحة الأسرة، وغيرها من المسائل المتعلقة بالاقتصاد المنزلي، كما أوردت أخبارا عن الثقافة، والتعليم، وشؤون الأسرة، وٱهتمت المجلة أيضا بالبحوث الطبية، والشعر، ونشرت أعمال الشعراء العراقيين المعروفين كالشاعر معروف الرصافي والزهاوي.
سجل إصدار ليلى بدايات الصحافة النسائية في العراق ويُعزى اليها الفضل لكونها من العوامل المهمة في ظهور الحركة النسائية العربية. نُشرت المجلة تحت شعار «على طريق نهضة المرأة العراقية»، وقادت حملة من أجل تحرير المرأة. واشتملت افتتاحيتها على مقالات مثل «بوتقة الحق» و«أخبار الضرائب» و«ركن ربات البيوت» و«الأخبار الغريبة»، و«حلقات من أوتار سحرية» وسِواها. ومن أهم المقالات التي نشرتها المجلة كانت افتتاحية العدد 6 الصادر في 15 أيار/مايو 1924، والموجهة إلى الجمعية التأسيسية في العراق، تطالبها بمنح المرأة حقوقها. وقد نُشرت ليلى في 20 عددا فقط. وتضمنت في عددها الأخير، بتاريخ 15 آب/أغسطس 1925، مقالة حزينة شرحت للقراء الوضع المالي الصعب للمجلة. وبعد ذلك بوقت قصير، غادرت صاحبة المجلة بولينا حسون العراق وتوقفت المجلة عن الصدور.

## تاريخ المجلة
أعقب إقامة الحكم الوطني في العراق ظهور العديد من المجلات والصحف التي تتناول قضايا المرأة ومن بينها مجلة ليلى التي تأسست من قبل بولينا حسون في عام 1923، وتركز على قضايا المرأة. وقد صدر منها 20 عددا (من 15 أكتوبر 1923 إلى 3 يناير 1925). تم إغلاقها لأسباب مالية والاحتجاجات من قبل المحافظين.
كانت مجلة رائدة في وقتها ولم تبدأ مجلة المرأة التالية إلا بعد عشر سنوات. وقد بدأت المجلة في وقت بدأ الحركة النسائية العراقية نفسها وكان ينظر للمجلة على أنها رائدة لرفع قضايا المرأة بما في ذلك افتتاحيتها إلى الجمعية العراقية لإعطاء المرأة المزيد من الحقوق في عام 1924.